# Сен-Нектер (сир)
Сен-Нектер (фр. Saint-nectaire, St. Nectaire) — напівм'який сир з коров'ячого молока.

## Історія
Saint-Nectaire вважають найдавнішим сиром Оверні. Він отримав свою назву в XVII столітті, коли його спробував Людовик XIV. У 1955 році Saint-Nectaire отримав сертифікат AOC, а 2 травня 1979 року це рішення було підтверджено урядовим декретом. Сир виробляють у гірській місцевості Мон-Дор (фр. Monts-Dore), що займає частину території департаментів Канталь і Пюї-де-Дом. Область його виробництва — найменша серед сирів, що мають контрольовану первісну назву.

## Виготовлення

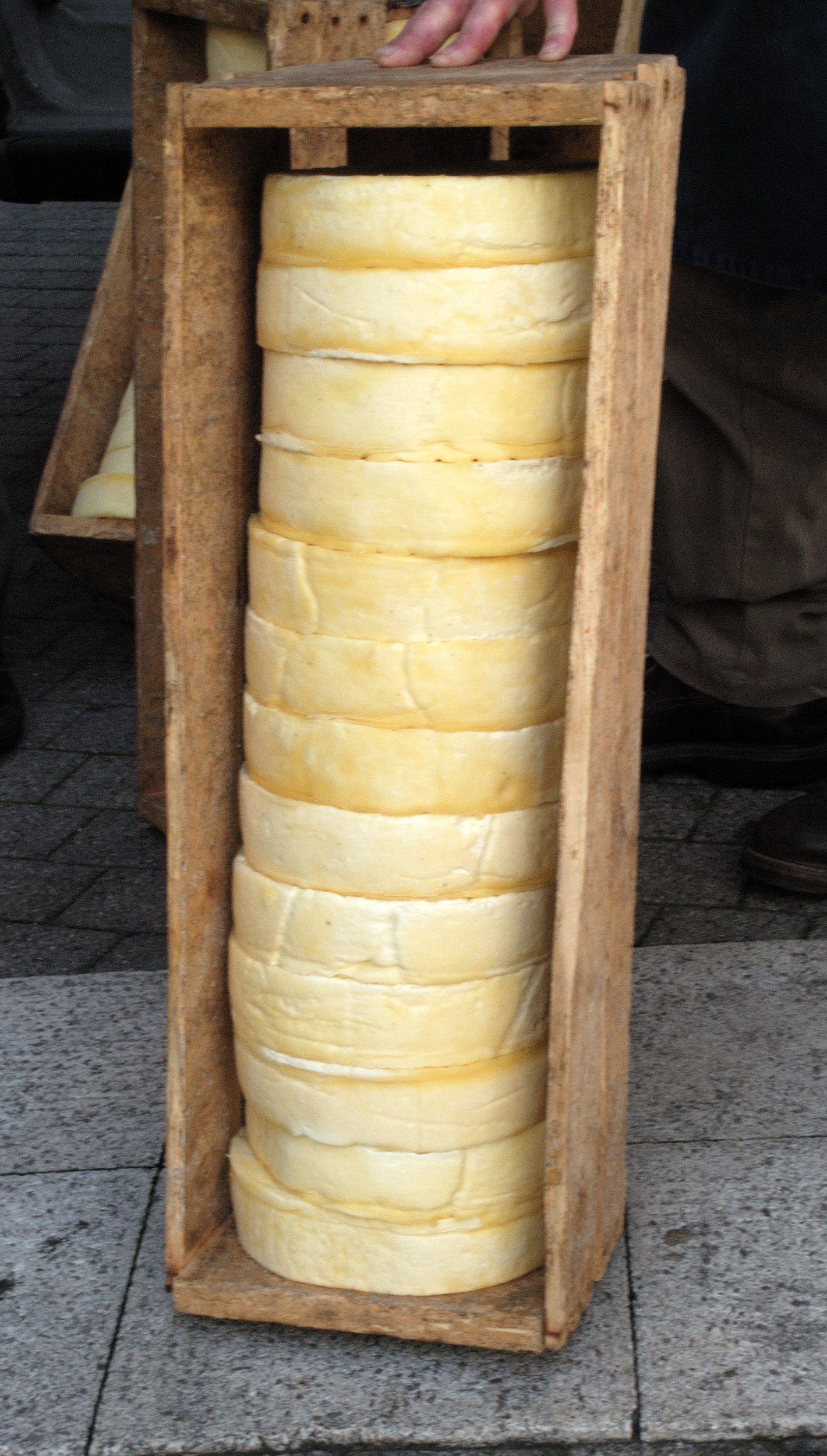
Сен-Нектер до дозрівання

Для виробництва St. Nectaire використовують молоко корів салерської породи. В нагріте до 32 °C молоко додають закваску засновану на ліофілізованих культурах мезофільних, потім додають молокозгортаючий фермент. Після того як молоко утворює згусток, сирну масу розкладають у форми і злегка пресують. Потім сир виймають з форми, солять, обгортають тканиною і знову поміщають у форму, пресують. Після цього сир сушать протягом трьох днів і поміщають для дозрівання на спеціальну житню солому. Час дозрівання Сен-Нектер становить 5—8 тижнів при температурі 10—12 °C і вологості близько 90—95 %. Раз в тиждень головки сиру перевертають. Для виробництва однієї головки сиру необхідно 13—14 літрів молока.

## Опис

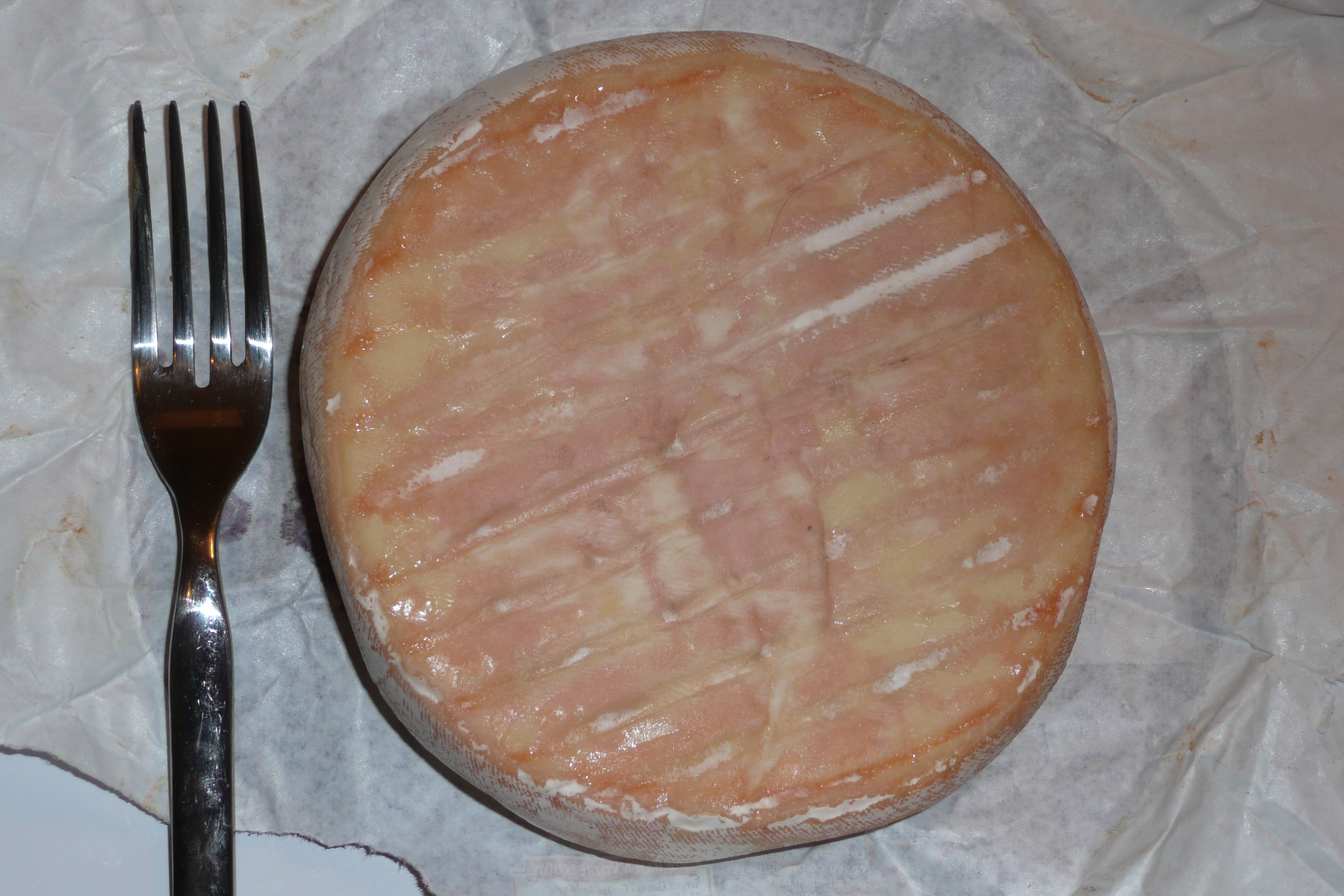
Пті Сен-Нектер

Головка сиру має форму плоского циліндра діаметром 21 см, висотою 5 см і вагою близько 1,7 кг. Виробляють також Пті Сен-Нектер вагою 600 г. Сен-Нектер має затверділу скоринку, пахне соломою і вівсом, і ніжну пружну м'якоть жовтого кольору зі смаком лісових горіхів, грибів, солі і прянощів. Сир, виготовлений з пастеризованого молока, має менш виражений букет. Жирність — 45 %.
До сиру подають червоні бордоські вина St. Estèphe, Pouilly, а також Coteaux d'auvergne і Cotes Roannaises.